# جغرافیای کره شمالی

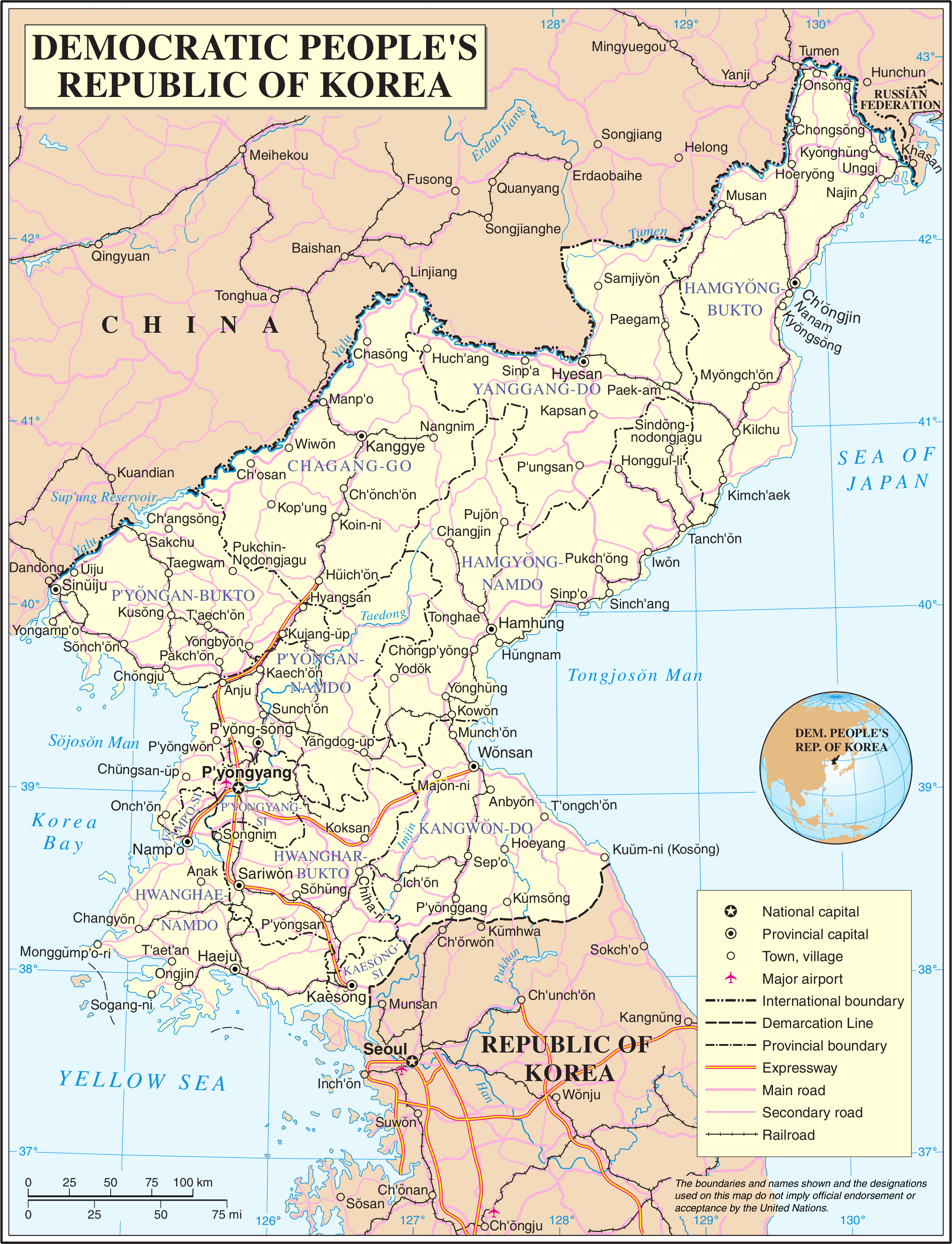
نقشه کره شمالی

کره شمالی با مساحت ۱۲۰۵۶۸ کیلومتر مربع (نود و سومین کشور جهان) نزدیک به نیمی از کشور بریتانیا وسعت دارد. این کشور در نیم‌کره شمالی در شرق قاره آسیا در کناره غربی دریای ژاپن و شرق خلیج کره و در همسایگی کشورهای کره جنوبی در جنوب چین در شمال و شمال غربی و روسیه در شمال شرقی واقع شده‌است.
کره شمالی در شرق آسیا در نیمهٔ شمالی کره و بخشی از شبه‌جزیره کره واقع شده است. این کشور با سه کشور هم‌مرز است: چین در امتداد یالو (امنک), روسیه در امتداد رود تومن، و کره جنوبی در جنوب.
پایتخت این کشور شهر پیونگ یانگ با ۱٬۵۰۰٬۰۰۰ نفر جمعیت بوده و پرجمعیت‌ترین شهرهای آن هامهونگ (۴۸۴٬۰۰۰ نفر)، چونگجین (۳۰۶٬۰۰۰ نفر) سینوئیجو (۳۰۰٬۰۰۰ نفر) و ونسان (۲۷۵۰۰۰ نفر) هستند.
بنادر مهم کره شمالی چونگجین، هام هونگ و ونسان در سواحل دریای ژاپن و نامپو در سواحل خلیج کره هستند.

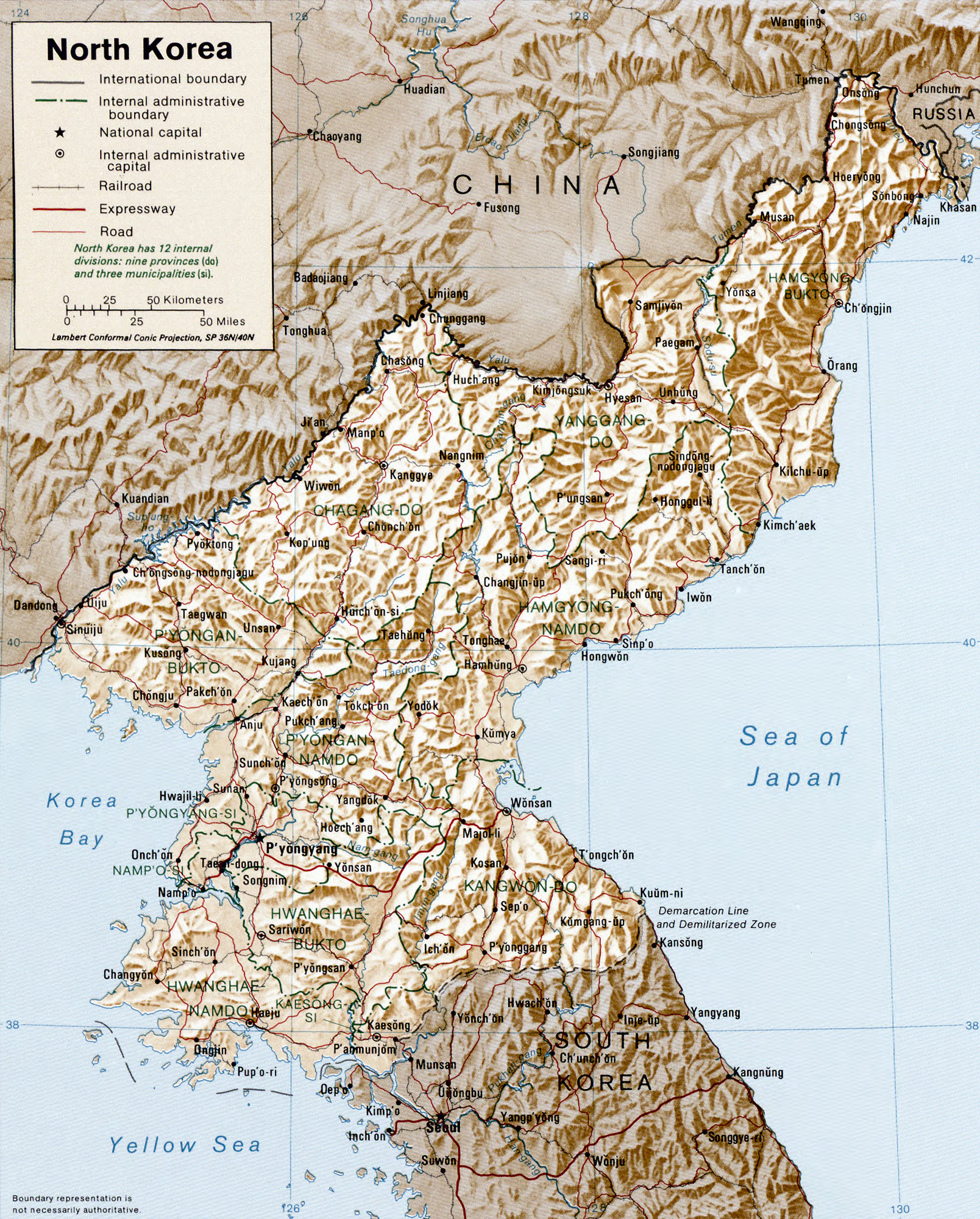

حدود ۸۰ درصد از خاک کشور را کوه‌ها و فلات‌ها تشکیل می‌دهند و بلندترین نقطهٔ آن کوه پکتو با ارتفاع ۲۷۴۳ متر است. بیشتر جمعیت در دشت‌ها و زمین‌های پست، به‌ویژه دشت‌های پیونگ‌یانگ و چایریونگ، زندگی می‌کنند. رود امنک (یالو) طولانی‌ترین رود کشور است و ۶۷۸ کیلومتر از مسیر آن قابل کشتیرانی است، در حالی که رود تائدونگ از میان پیونگ‌یانگ می‌گذرد و بخش مهمی از ترابری داخلی را ممکن می‌سازد. اقلیم کشور عمدتاً قاره‌ای مرطوب است، با زمستان‌های طولانی و سرد که دما در پیونگ‌یانگ در ژانویه به‌طور میانگین میان منفی ۳ تا منفی ۱۳ درجه می‌رسد، و تابستان‌های کوتاه و بارانی تحت تأثیر بادهای موسمی اقیانوس آرام. حدود ۶۰ درصد بارش سالانه در فاصلهٔ ژوئن تا سپتامبر رخ می‌دهد. بلایای طبیعی عمده شامل خشکسالی و سیلاب‌های شدید، همچنین توفان‌های گرمسیری است که هر سال دست‌کم یک‌بار شبه‌جزیره را درمی‌نوردند.

## پستی و بلندی‌ها و آب‌راه‌ها

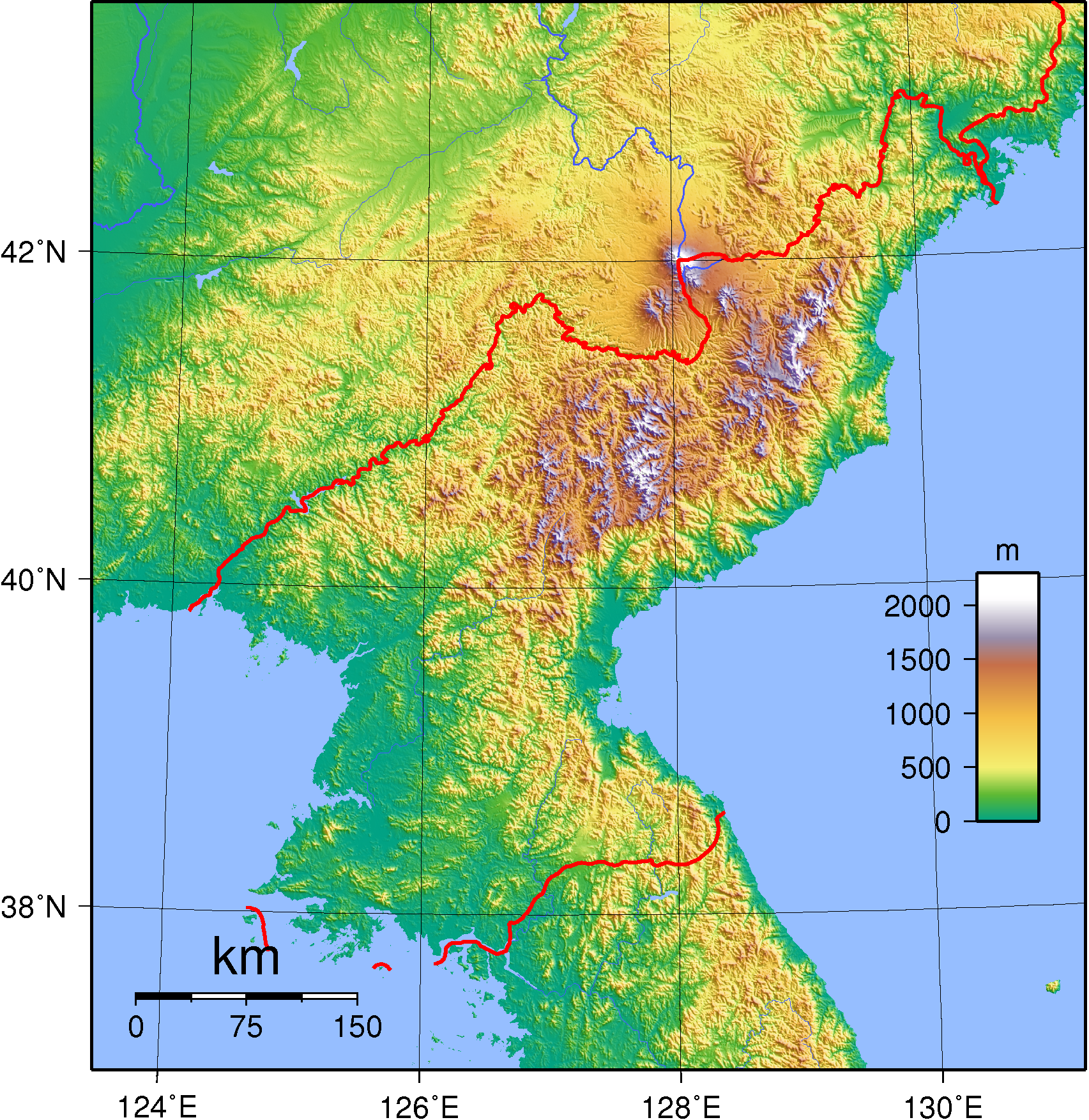
توپوگرافی کره شمالی

کره شمالی کشوری کوهستانی است که کوه‌ها در تمام نقاط آن کم و بیش پراکنده‌اند و جلگه‌ها بیشتر در کرانه‌های غربی و نیز در برخی نواحی ساحل شرقی واقع شده‌اند. از جمله رودهای آن می‌توان تومن، یالو، چونگچون، توئه دونگ و یسونگ را نام برد. جنگل‌ها پهنه وسیعی از آن را پوشانده‌اند. آب و هوای آن در نواحی شمالی معتدل و در سایر نواحی گرم و مرطوب است. کوه پکتو (۲۷۴۴ متر) بلندترین نقطه آن است و رود یالو (۸۰۰ کیلومتر) طولانی‌ترین رود کره شمالی است.
زمین این کشور بیشتر از تپه‌ها و کوه‌ها تشکیل شده که با دره‌های باریک و عمیق از هم جدا می‌شوند. دشت‌های ساحلی در غرب پهن و در شرق ناپیوسته‌اند.
بازدیدکنندگان اروپایی اولیه از کره گفته بودند این کشور به‌خاطر رشته‌کوه‌های پی‌درپی که شبه‌جزیره را درهم می‌شکنند، شبیه به «دریایی در طوفان شدید» است. حدود ۸۰ درصد از خاک کره شمالی را کوه‌ها و فلات‌ها تشکیل می‌دهد و همهٔ کوه‌های شبه‌جزیره با ارتفاع بیش از ۲٬۰۰۰ متر (۶٬۶۰۰ فوت) در کره شمالی قرار دارند. بیشتر جمعیت در دشت‌ها و زمین‌های پست زندگی می‌کنند.
کوه پکتو، بلندترین نقطه در کره شمالی با ارتفاع ۲٬۷۴۳ متر (۸٬۹۹۹ فوت)، کوهی آتشفشانی نزدیک منچوری است که گدازه‌های بازالتی آن فلاتی با ارتفاع میان ۱٬۴۰۰ متر (۴٬۶۰۰ فوت) و ۲٬۰۰۰ متر (۶٬۶۰۰ فوت) پدید آورده است. رشته‌کوه هامگیونگ در شمال‌شرقی‌ترین بخش شبه‌جزیره قرار دارد و دارای قله‌های بلند بسیاری است، از جمله کوانموبونگ با حدود ۲٬۵۴۱ متر (۸٬۳۳۷ فوت).
دیگر رشته‌کوه‌های مهم شامل کوه‌های رانگریم در بخش شمال‌مرکزی کره شمالی است که در راستای شمال-جنوب کشیده شده و ارتباط میان شرق و غرب کشور را دشوار کرده است؛ و کوه‌های کانگنام که در امتداد مرز چین-کره شمالی قرار دارند. کومگانگسان، یا کوه الماس (حدود ۱٬۶۳۸ متر (۵٬۳۷۴ فوت))، در رشته‌کوه تائِبک که به کره جنوبی نیز امتداد دارد، به‌خاطر زیبایی طبیعی‌اش مشهور است.
به‌طور کلی، دشت‌ها کوچک هستند. گسترده‌ترین آن‌ها دشت‌های پیونگ‌یانگ و چایریونگ هستند که هرکدام حدود ۵۰۰ کیلومتر مربع را پوشش می‌دهند. چون کوه‌های ساحل شرقی به‌طور ناگهانی به دریا فرو می‌افتند، دشت‌ها در آن‌جا از غرب نیز کوچک‌ترند.
رشته‌کوه‌های شمال و شرق کره شمالی حوضهٔ آبریز بیشتر رودخانه‌ها را شکل می‌دهند که در جهت غربی جریان یافته و به دریای زرد و خلیج کره می‌ریزند. طولانی‌ترین آن‌ها رود امنک است که ۶۷۸ کیلومتر از ۷۹۰ کیلومتر (۴۹۰ مایل) طولش قابل کشتیرانی است. رود تومن، یکی از معدود رودهای مهمی که به دریای ژاپن می‌ریزد، دومین طولانی‌ترین رود با ۵۲۱ کیلومتر (۳۲۴ مایل) است، اما تنها ۸۵ کیلومتر (۵۳ مایل) آن به‌علت زمین‌کوهستانی قابل کشتیرانی است.
سومین رود طولانی، رود تائدونگ، از پیونگ‌یانگ می‌گذرد و ۲۴۵ کیلومتر از طول ۳۹۷ کیلومتری آن قابل کشتیرانی است. دریاچه‌ها به‌علت نبود فعالیت یخچالی و پایداری پوستهٔ زمین در منطقه، کوچک‌اند. برخلاف ژاپن یا شمال چین، کره شمالی زمین‌لرزه‌های شدید اندکی دارد. کشور دارای شماری چشمهٔ معدنی و آب گرم است که بنا بر یک منبع کره شمالی، ۱۲۴ مورد است.

## اقلیم

نقشهٔ طبقه‌بندی اقلیمی کوپن در کره شمالی

بیشتر بخش‌های کره شمالی در چارچوب طبقه‌بندی اقلیمی کوپن در گروه اقلیم قاره‌ای مرطوب قرار می‌گیرند، با تابستان‌های گرم و زمستان‌های سرد و خشک. در تابستان، دورهٔ بارانی کوتاهی به نام «چانگما» وجود دارد.
زمستان‌های طولانی سرمای شدید و هوای صاف با برف‌بوران‌هایی به‌دنبال بادهای شمالی و شمال‌غربیِ سیبری به همراه دارند. میانگین بیشینه و کمینهٔ دمای روزانه در پیونگ‌یانگ در ژانویه −۳ و −۱۳ درجه سلسیوس (۲۷ و ۹ درجه فارنهایت) است. به‌طور میانگین، در زمستان ۳۷ روز برف می‌بارد. زمستان در مناطق شمالی و کوهستانی به‌ویژه سخت است.
تابستان کوتاه، داغ، مرطوب و بارانی است، به‌دلیل بادهای موسمی جنوبی و جنوب‌شرقی که هوای مرطوب را از اقیانوس آرام می‌آورند. بهار و پاییز فصل‌های میانی‌اند با دمای ملایم و بادهای متغیر و خوشایندترین هوا را دارند. میانگین بیشینه و کمینهٔ دمای روزانه در پیونگ‌یانگ در اوت ۲۹ و ۲۰ درجه سلسیوس (۸۴ و ۶۸ درجه فارنهایت) است.
به‌طور میانگین، حدود ۶۰٪ کل بارش‌ها از ژوئن تا سپتامبر رخ می‌دهد. بلایای طبیعی شامل خشکسالی‌های اواخر بهار است که اغلب به سیلاب‌های شدید می‌انجامد. توفان‌های حاره‌ای معمولاً دست‌کم یک بار در هر تابستان یا اوایل پاییز شبه‌جزیره را درمی‌نوردند. خشکسالی آغازشده در ژوئن ۲۰۱۵ به‌گفتهٔ خبرگزاری مرکزی کره بدترین خشکسالی در ۱۰۰ سال گذشته بوده است.

## تقسیمات کشوری
بر اساس آخرین تقسیمات کشوری، کره شمالی از ۹ استان، ۴ شهرداری و ۲ شهر ویژه تشکیل شده که هر کدام زیر نظر یک شورای منتخب مردم اداره شده و مشخصات استان‌های آن به شرح زیر است:
| جایگاه بر روی نقشه | کد    | نام                   | خط هانگول (خط بومی کره‌ای) | خط هانجا (خط چینی کره‌ای) |
| --- | ----- | --------------------- | ------------------------- | ------------------------ |
| پیونگ‌یانگ راسون نامپو استان پیونگان جنوبی استان هوانگهه شمالی استان هوانگهه جنوبی استان کانگوون استان هامگیونگ جنوبی استان هامگیونگ شمالی استان ریانگ‌گانگ استان جاگانگ استان پیونگان شمالیجمهوری خلق چین کره جنوبیدریای زرد Korea Bay دریای ژاپن | KP-01 | پیونگ‌یانگ             | 평양직할시                | 平壤直轄市               |
| پیونگ‌یانگ راسون نامپو استان پیونگان جنوبی استان هوانگهه شمالی استان هوانگهه جنوبی استان کانگوون استان هامگیونگ جنوبی استان هامگیونگ شمالی استان ریانگ‌گانگ استان جاگانگ استان پیونگان شمالیجمهوری خلق چین کره جنوبیدریای زرد Korea Bay دریای ژاپن | KP-02 | استان پیونگان جنوبی   | 평안남도                  | 平安南道                 |
| پیونگ‌یانگ راسون نامپو استان پیونگان جنوبی استان هوانگهه شمالی استان هوانگهه جنوبی استان کانگوون استان هامگیونگ جنوبی استان هامگیونگ شمالی استان ریانگ‌گانگ استان جاگانگ استان پیونگان شمالیجمهوری خلق چین کره جنوبیدریای زرد Korea Bay دریای ژاپن | KP-03 | استان پیونگان شمالی   | 평안북도                  | 平安北道                 |
| پیونگ‌یانگ راسون نامپو استان پیونگان جنوبی استان هوانگهه شمالی استان هوانگهه جنوبی استان کانگوون استان هامگیونگ جنوبی استان هامگیونگ شمالی استان ریانگ‌گانگ استان جاگانگ استان پیونگان شمالیجمهوری خلق چین کره جنوبیدریای زرد Korea Bay دریای ژاپن | KP-04 | استان چاگانگ          | 자강도                    | 慈江道                   |
| پیونگ‌یانگ راسون نامپو استان پیونگان جنوبی استان هوانگهه شمالی استان هوانگهه جنوبی استان کانگوون استان هامگیونگ جنوبی استان هامگیونگ شمالی استان ریانگ‌گانگ استان جاگانگ استان پیونگان شمالیجمهوری خلق چین کره جنوبیدریای زرد Korea Bay دریای ژاپن | KP-05 | استان هوانگهائه جنوبی | 황해남도                  | 黃海南道                 |
| پیونگ‌یانگ راسون نامپو استان پیونگان جنوبی استان هوانگهه شمالی استان هوانگهه جنوبی استان کانگوون استان هامگیونگ جنوبی استان هامگیونگ شمالی استان ریانگ‌گانگ استان جاگانگ استان پیونگان شمالیجمهوری خلق چین کره جنوبیدریای زرد Korea Bay دریای ژاپن | KP-06 | استان هوانگهائه شمالی | 황해북도                  | 黃海北道                 |
| پیونگ‌یانگ راسون نامپو استان پیونگان جنوبی استان هوانگهه شمالی استان هوانگهه جنوبی استان کانگوون استان هامگیونگ جنوبی استان هامگیونگ شمالی استان ریانگ‌گانگ استان جاگانگ استان پیونگان شمالیجمهوری خلق چین کره جنوبیدریای زرد Korea Bay دریای ژاپن | KP-07 | استان کانگوون         | 강원도                    | 江原道                   |
| پیونگ‌یانگ راسون نامپو استان پیونگان جنوبی استان هوانگهه شمالی استان هوانگهه جنوبی استان کانگوون استان هامگیونگ جنوبی استان هامگیونگ شمالی استان ریانگ‌گانگ استان جاگانگ استان پیونگان شمالیجمهوری خلق چین کره جنوبیدریای زرد Korea Bay دریای ژاپن | KP-08 | استان هامگیونگ جنوبی  | 함경남도                  | 咸鏡南道                 |
| پیونگ‌یانگ راسون نامپو استان پیونگان جنوبی استان هوانگهه شمالی استان هوانگهه جنوبی استان کانگوون استان هامگیونگ جنوبی استان هامگیونگ شمالی استان ریانگ‌گانگ استان جاگانگ استان پیونگان شمالیجمهوری خلق چین کره جنوبیدریای زرد Korea Bay دریای ژاپن | KP-09 | استان هامگیونگ شمالی  | 함경북도                  | 咸鏡北道                 |
| پیونگ‌یانگ راسون نامپو استان پیونگان جنوبی استان هوانگهه شمالی استان هوانگهه جنوبی استان کانگوون استان هامگیونگ جنوبی استان هامگیونگ شمالی استان ریانگ‌گانگ استان جاگانگ استان پیونگان شمالیجمهوری خلق چین کره جنوبیدریای زرد Korea Bay دریای ژاپن | KP-10 | استان ریانگ‌گانگ       | 량강도                    | 兩江道                   |
| پیونگ‌یانگ راسون نامپو استان پیونگان جنوبی استان هوانگهه شمالی استان هوانگهه جنوبی استان کانگوون استان هامگیونگ جنوبی استان هامگیونگ شمالی استان ریانگ‌گانگ استان جاگانگ استان پیونگان شمالیجمهوری خلق چین کره جنوبیدریای زرد Korea Bay دریای ژاپن | KP-13 | شهر بزرگ راسون        | 라선특별시                | 羅先特別市               |
| پیونگ‌یانگ راسون نامپو استان پیونگان جنوبی استان هوانگهه شمالی استان هوانگهه جنوبی استان کانگوون استان هامگیونگ جنوبی استان هامگیونگ شمالی استان ریانگ‌گانگ استان جاگانگ استان پیونگان شمالیجمهوری خلق چین کره جنوبیدریای زرد Korea Bay دریای ژاپن | KP-?? | شهر بزرگ نامپو        | 남포특별시                | 南浦特別市               |

## محیط زیست

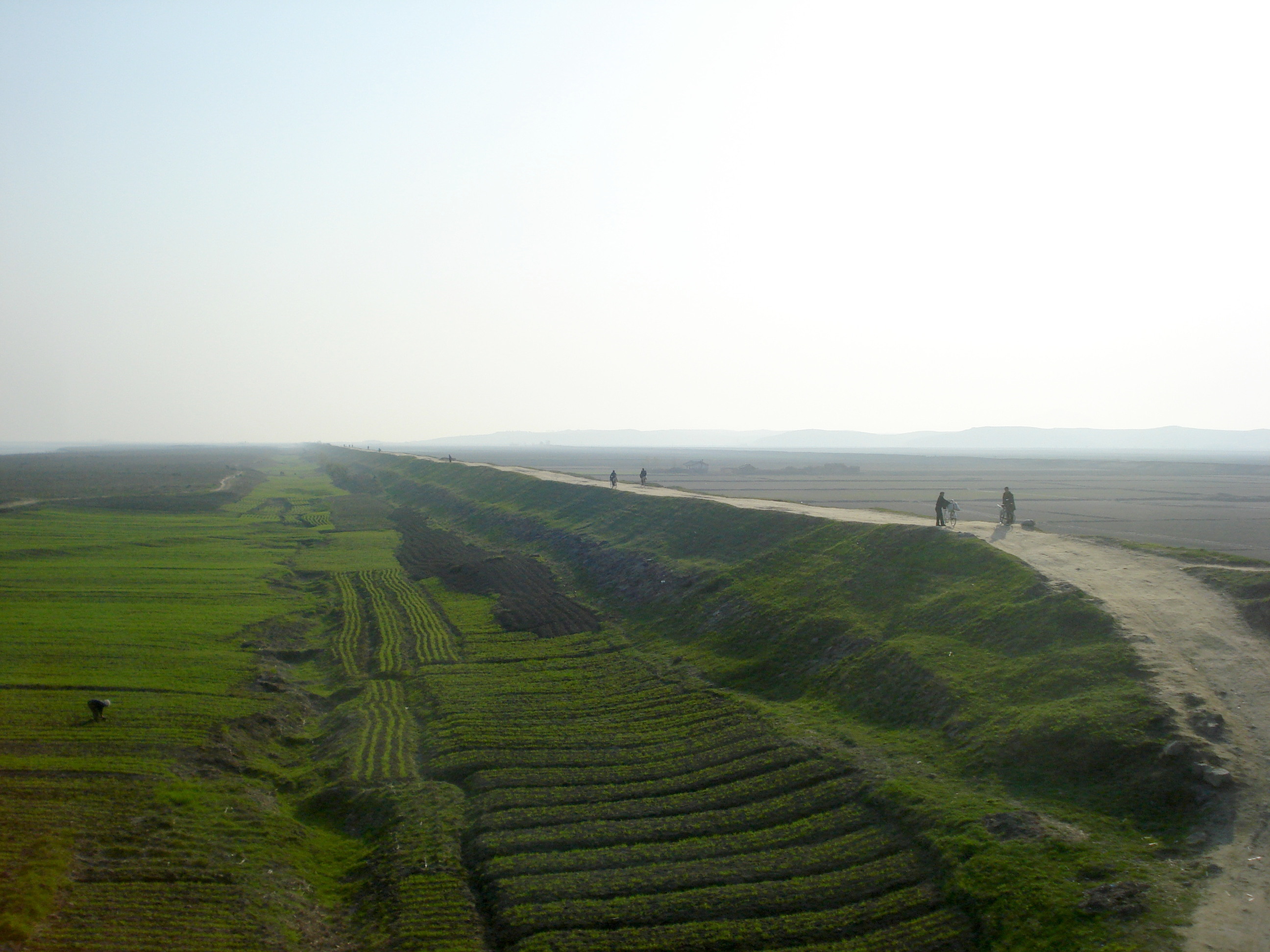
منظره‌ای کشاورزی در کره شمالی، بدون درخت

محیط زیست کره شمالی متنوع است و شامل آلپی، جنگل، زمین کشاورزی، سامانه‌های آب شیرین و سامانه‌های دریایی می‌شود.
کشاورزی، برداشت چوب و بلایای طبیعی همگی فشار زیادی بر جنگل‌های کره شمالی وارد کرده‌اند. در جریان بحران اقتصادی دههٔ ۱۹۹۰، جنگل‌زدایی شدت گرفت، زیرا مردم برای تأمین هیزم و غذا به جنگل‌ها روی آوردند. این روند به فرسایش خاک، کاهش حاصلخیزی و افزایش خطر سیل انجامید. در پاسخ، دولت برنامه‌ای برای کاشت درخت ترویج کرد. بر اساس تصاویر ماهواره‌ای، در سال ۲۰۱۳ برآورد شد که از سال ۱۹۸۵ حدود ۴۰٪ پوشش جنگلی از بین رفته است. یک سیاست احیای جنگل در سال ۲۰۱۲ اتخاذ شد.

## مرزها، خط ساحلی و جزیره‌ها

تصویر ماهواره‌ای کره

کره شمالی مساحتی برابر با ۱۲۰٬۵۳۸ کیلومتر مربع دارد که ۱۲۰٬۴۰۸ کیلومتر مربع آن خشکی و ۱۳۰ کیلومتر مربع آن آب است. این کشور ۱٬۶۷۱٫۵ کیلومتر (۱٬۰۳۸٫۶ مایل) مرز زمینی دارد: ۱٬۴۱۶ کیلومتر (۸۸۰ مایل) با چین، ۲۳۸ کیلومتر (۱۴۸ مایل) با کره جنوبی و ۱۷٫۵ کیلومتر (۱۰٫۹ مایل) با روسیه.
شبه‌جزیره کره حدود ۱٬۰۰۰ کیلومتر (۶۲۰ مایل) از خشکی شمال‌شرقی آسیا به سوی جنوب امتداد می‌یابد. ۸٬۴۶۰ کیلومتر (۵٬۲۶۰ مایل) خط ساحلی کره بسیار نامنظم است و کره شمالی ۲٬۴۹۵ کیلومتر (۱٬۵۵۰ مایل) از آن را، حدود یک‌سوم کل، دربر می‌گیرد. حدود ۳۵۷۹ جزیره در کنار شبه‌جزیره کره واقع شده‌اند که بیشتر در سواحل جنوبی و غربی قرار دارند.
بخش جنوبی ساحل شرقی این کشور، کرانهٔ شمالی خلیج کره شرقی را تشکیل می‌دهد. در دماغه موسو دان، این خط پایان می‌یابد و ساحل به‌شدت به سوی شمال برمی‌گردد.
یک تحلیل جهانی سنجش‌ازدور اخیر نشان داد که در کره شمالی ۱۴۸۳ کیلومتر مربع تالاب جزر و مدی وجود دارد که آن را در رتبهٔ ۲۱ جهان از نظر مساحت تالاب‌های جزر و مدی قرار می‌دهد.

### ادعاهای دریایی
دولت کره شمالی آب‌های سرزمینی را تا ۱۲ مایل دریایی (۲۲٫۲ کیلومتر؛ ۱۳٫۸ مایل) از ساحل مطالبه می‌کند. همچنین یک منطقه انحصاری اقتصادی تا ۲۰۰ مایل دریایی (۳۷۰٫۴ کیلومتر؛ ۲۳۰٫۲ مایل) از ساحل را ادعا می‌کند. افزون بر این، مرز نظامی دریایی که در فاصلهٔ ۵۰ مایل دریایی (۹۲٫۶ کیلومتر؛ ۵۷٫۵ مایل) از ساحل در دریای ژاپن و ۲۰۰ مایل دریایی (۳۷۰٫۴ کیلومتر؛ ۲۳۰٫۲ مایل) در دریای زرد قرار دارد، محدودهٔ آب‌ها و حریم هوایی را مشخص می‌کند که ورود کشتی‌ها و هواپیماهای خارجی بدون اجازه به آن‌ها ممنوع است.
آب‌های دریای زرد میان کره شمالی و کره جنوبی بر اساس خط محدود شمالی که فرماندهی سازمان ملل متحد در اوایل دههٔ ۱۹۵۰ ترسیم کرده و کره شمالی رسماً آن را به‌رسمیت نمی‌شناسد، مرزبندی شده است. در این منطقه چندین درگیری میان شناورهای نیروی دریایی شمال و جنوب کره روی داده است. در مجموع پنج درگیری به اندازه‌ای مهم بوده که در خبرها گزارش شده‌اند (سه مورد در ۲۰۰۹ و دو مورد در ۲۰۱۰).